# Lista de campeões dos blocos de enredo
Esta é uma lista sobre os campeões dos grupos dos blocos de enredo.

## Blocos campeões
| Ano                                                             | Grupo | Bloco campeão                                                 | Ref.   |
| --------------------------------------------------------------- | ----- | ------------------------------------------------------------- | ------ |
| 1965                                                            | 1     | Come e Dorme                                                  | [ 1 ]  |
| 1965                                                            | 2     | Foliões de Botafogo                                           | [ 1 ]  |
| 1966                                                            | 1     | Vai Se Quiser                                                 | [ 2 ]  |
| 1966                                                            | 2     | Foliões de Botafogo                                           | [ 2 ]  |
| 1967                                                            | 1     | Vai Se Quiser                                                 | [ 3 ]  |
| 1967                                                            | 2     | Barriga                                                       | [ 3 ]  |
| 1967                                                            | 3     | Unidos do Cabral                                              | [ 3 ]  |
| Não ocorreu desfile em 1968.                                    |       |                                                               |        |
| 1969                                                            | 1     | Canarinhos das Laranjeiras                                    | [ 4 ]  |
| 1969                                                            | 2     | Quem Quiser Pode Vir                                          | [ 4 ]  |
| 1969                                                            | 3     | Villa Rica                                                    | [ 4 ]  |
| 1970                                                            | 1     | Canarinhos das Laranjeiras                                    | [ 5 ]  |
| 1970                                                            | 2     | Villa Rica                                                    | [ 5 ]  |
| 1970                                                            | 3     | Boi da Freguesia                                              | [ 5 ]  |
| 1971                                                            | 1     | Foliões de Botafogo                                           | [ 6 ]  |
| 1971                                                            | 2     | Boi da Freguesia                                              | [ 6 ]  |
| 1972                                                            | 1     | Villa Rica                                                    | [ 7 ]  |
| 1972                                                            | 2     | Unidos do Cantagalo                                           | [ 7 ]  |
| 1972                                                            | 3     | Villa Kennedy                                                 | [ 7 ]  |
| 1972                                                            | 4     | Caprichosos de Bento Ribeiro                                  | [ 7 ]  |
| 1973                                                            | 1     | Villa Rica                                                    | [ 8 ]  |
| 1973                                                            | 2     | Unidos do Cantagalo                                           | [ 8 ]  |
| 1973                                                            | 3     | Acadêmicos do Colégio                                         | [ 8 ]  |
| 1973                                                            | 4     | Mocidade Independente de Inhaúma                              | [ 8 ]  |
| 1974                                                            | 1     | Vai se Quiser                                                 | [ 9 ]  |
| 1974                                                            | 2     | Bafo do Bode                                                  | [ 9 ]  |
| 1974                                                            | 3     | Mocidade de Vicente de Carvalho                               | [ 9 ]  |
| 1974                                                            | 4     | Coroado de Jacarepaguá                                        | [ 9 ]  |
| 1975                                                            | 1     | Canários das Laranjeiras                                      | [ 10 ] |
| 1975                                                            | 2     | Cacareco Unidos do Leblon                                     | [ 10 ] |
| 1975                                                            | 3     | Unidos de Parque Felicidade                                   | [ 10 ] |
| 1975                                                            | 4     | Imperial de Lucas                                             | [ 10 ] |
| Não ocorreu desfile em 1976.                                    |       |                                                               |        |
| 1977                                                            | 1     | Canários das Laranjeiras                                      | [ 11 ] |
| 1977                                                            | 2     | Mocidade de Vicente de Carvalho                               | [ 11 ] |
| 1977                                                            | 3     | Mocidade Peteca da Paraná                                     | [ 11 ] |
| 1977                                                            | 4     | Samba Como Pode                                               | [ 11 ] |
| 1978                                                            | 1     | Vai se Quiser                                                 | [ 12 ] |
| 1978                                                            | 2     | Cometas do Bispo                                              | [ 12 ] |
| 1978                                                            | 3     | Mocidade de São Mateus                                        | [ 12 ] |
| 1978                                                            | 4     | Difícil é o Nome                                              | [ 12 ] |
| 1979                                                            | 1-A   | Quem fala de nós, Não sabe o que diz                          | [ 13 ] |
| 1979                                                            | 1-B   | Vila Kennedy                                                  | [ 13 ] |
| 1979                                                            | 2-A   | Difícil é o Nome                                              | [ 13 ] |
| 1979                                                            | 2-B   | Xuxu                                                          | [ 13 ] |
| 1979                                                            | 3     | Arame de Ricardo                                              | [ 13 ] |
| 1979                                                            | 4     | Mocidade do Grajaú                                            | [ 13 ] |
| 1980                                                            | 1-A   | Canários das Laranjeiras                                      | [ 14 ] |
| 1980                                                            | 1-B   | Bafo do Leão                                                  | [ 14 ] |
| 1980                                                            | 2-A   | Mocidade de São Mateus                                        | [ 14 ] |
| 1980                                                            | 2-B   | Força Jovem do Horto                                          | [ 14 ] |
| 1980                                                            | 3-A   | Sai como Pode                                                 | [ 14 ] |
| 1980                                                            | 3-B   | Corações Unidos de Bonsucesso                                 | [ 14 ] |
| 1980                                                            | 4     | Custou Mais Saiu                                              | [ 14 ] |
| 1981                                                            | 1-A   | Quem fala de nós, Não sabe o que diz                          | [ 15 ] |
| 1981                                                            | 1-B   | Vila Kennedy                                                  | [ 15 ] |
| 1981                                                            | 2-A   | Leão de Iguaçu                                                | [ 15 ] |
| 1981                                                            | 2-B   | Coroado de Jacarepaguá                                        | [ 15 ] |
| 1981                                                            | 3-A   | Unidos do Jardim Botânico                                     | [ 15 ] |
| 1981                                                            | 3-B   | Bloco do China                                                | [ 15 ] |
| 1981                                                            | 4     | Unidos de Parque Felicidade                                   | [ 15 ] |
| Não ocorreu desfile em 1982.                                    |       |                                                               |        |
| 1983                                                            | 1-A   | Flor da Mina                                                  | [ 16 ] |
| 1983                                                            | 1-B   | Barreirão                                                     | [ 16 ] |
| 1983                                                            | 2-A   | Mocidade do Lins                                              | [ 16 ] |
| 1983                                                            | 2-B   | Bloco do China                                                | [ 16 ] |
| 1983                                                            | 3-A   | Império do Gramacho                                           | [ 16 ] |
| 1983                                                            | 3-B   | Dragões de Nilópolis                                          | [ 16 ] |
| 1983                                                            | 4     | Embaixadores da Paula Ramos                                   | [ 16 ] |
| Não ocorreu desfile em 1984.                                    |       |                                                               |        |
| 1985                                                            | 1-A   | Flor da Mina                                                  | [ 17 ] |
| 1985                                                            | 1-B   | Xuxu                                                          | [ 17 ] |
| 1985                                                            | 2-A   | Custou Mais Saiu                                              | [ 17 ] |
| 1985                                                            | 2-B   | Embaixadores da Paula Ramos                                   | [ 17 ] |
| 1985                                                            | 3-A   | Barriga                                                       | [ 17 ] |
| 1985                                                            | 3-B   | Corações Unidos da Vila Laia                                  | [ 17 ] |
| 1985                                                            | 4     | Sangue Jovem                                                  | [ 17 ] |
| 1986                                                            | 1-A   | Alegria de Copacabana                                         | [ 18 ] |
| 1986                                                            | 1-B   | Unidos do Cantagalo                                           | [ 18 ] |
| 1986                                                            | 2-A   | Império da Gávea                                              | [ 18 ] |
| 1986                                                            | 2-B   | Corações Unidos da Vila Laíz                                  | [ 18 ] |
| 1986                                                            | 3-A   | Unidos da Pedra de Guaratiba                                  | [ 18 ] |
| 1986                                                            | 3-B   | Cém de Nilópolis                                              | [ 18 ] |
| 1986                                                            | 4     | Unidos da Fronteira                                           | [ 18 ] |
| 1987                                                            | 1-A   | Alegria de Copacabana                                         | [ 19 ] |
| 1987                                                            | 1-B   | Villa Rica                                                    | [ 19 ] |
| 1987                                                            | 2-A   | Corações Unidos de Bonsucesso                                 | [ 19 ] |
| 1987                                                            | 2-B   | Cém de Nilópolis                                              | [ 19 ] |
| 1987                                                            | 3-A   | Arrastão de São João                                          | [ 19 ] |
| 1987                                                            | 3-B   | Unidos de Parque Felicidade                                   | [ 19 ] |
| 1987                                                            | 4     | União de Guaratiba                                            | [ 19 ] |
| Não ocorreu desfile em 1988.                                    |       |                                                               |        |
| 1989                                                            | 1     | Flor da Mina                                                  | [ 20 ] |
| 1989                                                            | 2     | Boêmios da Vila Aliança                                       | [ 20 ] |
| 1989                                                            | 3     | Acadêmicos da Abolição                                        | [ 20 ] |
| 1989                                                            | 4     | Garrafal                                                      | [ 20 ] |
| 1990                                                            | 1     | Flor da Mina                                                  | [ 21 ] |
| 1990                                                            | 2     | Acadêmicos da Abolição                                        | [ 21 ] |
| 1990                                                            | 3     | Gaviões de Jacarepaguá                                        | [ 21 ] |
| 1990                                                            | 4     | Cometas do Bispo                                              | [ 21 ] |
| 1991                                                            | 1     | Mocidade de Guaianases                                        | [ 22 ] |
| 1991                                                            | 2     | Cometas do Bispo                                              | [ 22 ] |
| 1991                                                            | 3     | Infantes da Piedade                                           | [ 22 ] |
| 1991                                                            | 4     | Coroado de Jacarepaguá                                        | [ 22 ] |
| 1992                                                            | 1     | União de Guaratiba                                            | [ 23 ] |
| 1992                                                            | 2     | Unidos do Anil                                                | [ 23 ] |
| 1992                                                            | 3     | Xuxu                                                          | [ 23 ] |
| 1992                                                            | 4     | Embalo do Morro do Urubu                                      | [ 23 ] |
| Não ocorreu desfile em 1993.                                    |       |                                                               |        |
| 1994                                                            | 1     | Corações Unidos de Bonsucesso                                 | [ 24 ] |
| 1994                                                            | 2     | Mocidade Unida da Mineira                                     | [ 24 ] |
| 1994                                                            | 3     | Flor da Vila Tiradentes                                       | [ 24 ] |
| 1994                                                            | 4     | Queima de Bangu                                               | [ 24 ] |
| 1995                                                            | 1     | Mocidade Unida da Mineira                                     | [ 25 ] |
| 1995                                                            | 2     | Queima de Bangu                                               | [ 25 ] |
| 1995                                                            | 3     | Unidos da Curtição                                            | [ 25 ] |
| 1995                                                            | 4     | Roda Quem Pode                                                | [ 25 ] |
| 1996                                                            | 1     | Mocidade Unida da Mineira                                     | [ 26 ] |
| 1996                                                            | 2     | Alto da Boa Vista                                             | [ 26 ] |
| 1996                                                            | 3     | União do Parque Curicica                                      | [ 26 ] |
| 1996                                                            | 4     | Império do Gramacho                                           | [ 26 ] |
| 1997                                                            | 1     | Alto da Boa Vista                                             | [ 27 ] |
| 1997                                                            | 2     | Infantes da Piedade                                           | [ 27 ] |
| 1997                                                            | 3     | Unidos do Anil                                                | [ 27 ] |
| 1997                                                            | 4     | Amizade da Água Branca                                        | [ 27 ] |
| 1998                                                            | 1     | Mocidade Unida da Mineira                                     | [ 28 ] |
| 1998                                                            | 2     | Gato de Bonsucesso                                            | [ 28 ] |
| 1998                                                            | 3     | Corações Unidos do Amarelinho                                 | [ 28 ] |
| 1998                                                            | 4     | Unidos da Fronteira                                           | [ 28 ] |
| 1999                                                            | 1     | Mocidade Unida da Mineira                                     | [ 29 ] |
| 1999                                                            | 2     | Bloco do China                                                | [ 29 ] |
| 1999                                                            | 3     | Raízes da Tijuca                                              | [ 29 ] |
| 1999                                                            | 4     | Independente                                                  | [ 29 ] |
| 2000                                                            | 1     | Bloco do China                                                | [ 30 ] |
| 2000                                                            | 2     | Independente                                                  | [ 30 ] |
| 2000                                                            | 3     | Grilo de Bangu                                                | [ 30 ] |
| 2000                                                            | 4     | Cometas do Bispo                                              | [ 30 ] |
| 2001                                                            | 1     | Independente                                                  | [ 31 ] |
| 2001                                                            | 2     | Amizade da Água Branca                                        | [ 31 ] |
| 2001                                                            | 3     | Baronesa de Mesquita                                          | [ 31 ] |
| 2002                                                            | 1     | Barriga                                                       | [ 32 ] |
| 2002                                                            | 2     | Cometas do Bispo                                              | [ 32 ] |
| 2002                                                            | 3     | Corações Unidos do Amarelinho                                 | [ 32 ] |
| 2003                                                            | 1     | Barriga                                                       | [ 33 ] |
| 2003                                                            | 2     | Acadêmicos de Belford Roxo                                    | [ 33 ] |
| 2003                                                            | 3     | Falcão Dourado                                                | [ 33 ] |
| 2003                                                            | 4     | Unidos de Tubiacanga                                          | [ 33 ] |
| 2004                                                            | 1     | Barriga                                                       | [ 34 ] |
| 2004                                                            | 2     | Corações Unidos do Amarelinho                                 | [ 34 ] |
| 2004                                                            | 3     | Boca de Siri                                                  | [ 34 ] |
| 2005                                                            | 1     | Raízes da Tijuca                                              | [ 35 ] |
| 2005                                                            | 2     | Império do Gramacho                                           | [ 35 ] |
| 2005                                                            | 3     | Mocidade Unida de Manguariba                                  | [ 35 ] |
| 2005                                                            | 4     | Chatuba de Mesquita                                           | [ 35 ] |
| 2006                                                            | 1     | Raízes da Tijuca                                              | [ 36 ] |
| 2006                                                            | 2     | Boca de Siri                                                  | [ 36 ] |
| 2006                                                            | 3     | Chatuba de Mesquita                                           | [ 36 ] |
| 2007                                                            | 1     | Boca de Siri                                                  | [ 37 ] |
| 2007                                                            | 2     | Chatuba de Mesquita                                           | [ 37 ] |
| 2007                                                            | 3     | Favo de Acari                                                 | [ 37 ] |
| 2007                                                            | 4     | Colibri                                                       | [ 37 ] |
| 2008                                                            | 1     | Boca de Siri                                                  | [ 38 ] |
| 2008                                                            | 2     | Favo de Acari                                                 | [ 38 ] |
| 2008                                                            | 3     | Mocidade Unida da Mineira                                     | [ 38 ] |
| 2009                                                            | 1     | Boca de Siri                                                  | [ 39 ] |
| 2009                                                            | 2     | Novo Horizonte                                                | [ 39 ] |
| 2009                                                            | 3     | Amizade da Água Branca                                        | [ 39 ] |
| 2010                                                            | 1     | Boca de Siri                                                  | [ 40 ] |
| 2010                                                            | 2     | Magnatas de Engenheiro Pedreira                               | [ 40 ] |
| 2010                                                            | 3     | Unidos do Alto da Boa Vista                                   | [ 40 ] |
| 2011                                                            | 1     | Boca de Siri                                                  | [ 41 ] |
| 2011                                                            | 2     | Tradição Barreirense                                          | [ 41 ] |
| 2011                                                            | 3     | Colibri                                                       | [ 41 ] |
| 2012                                                            | 1     | Tradição Barreirense, Coroado de Jacarepaguá e União da Ponte | [ 42 ] |
| 2012                                                            | 2     | Império do Gramacho                                           | [ 42 ] |
| 2012                                                            | 3     | Mocidade Unida de Manguariba                                  | [ 42 ] |
| 2012                                                            | 4     | Chora na Rampa                                                | [ 42 ] |
| 2013                                                            | 1     | Unidos das Vargens                                            | [ 43 ] |
| 2013                                                            | 2     | Colibri                                                       | [ 43 ] |
| 2013                                                            | 3     | Bloco do Barriga                                              | [ 43 ] |
| 2013                                                            | 4     | Esperança de Nova Campina                                     | [ 43 ] |
| 2014                                                            | 1     | Coroado de Jacarepaguá                                        | [ 44 ] |
| 2014                                                            | 2     | Novo Horizonte                                                | [ 44 ] |
| 2014                                                            | 3     | Bloco do China                                                | [ 44 ] |
| 2014                                                            | 4     | Mocidade Unida da Mineira                                     | [ 44 ] |
| 2015                                                            | 1     | Flor da Primavera                                             |        |
| 2015                                                            | 2     | Barriga                                                       |        |
| 2015                                                            | 3     | Vai Barrar? Nunca!                                            |        |
| 2016                                                            | 1     | Império do Gramacho                                           | [ 45 ] |
| 2016                                                            | 2     | Acadêmicos do Vidigal                                         | [ 45 ] |
| 2016                                                            | 3     | Cometas do Bispo                                              | [ 45 ] |
| 2017                                                            | 1     | Barriga                                                       |        |
| 2017                                                            | 2     | Grilo de Bangu                                                |        |
| 2018                                                            | 1     | Barriga                                                       |        |
| 2018                                                            | 2     | Mocidade Unida da Mineira                                     |        |
| 2019                                                            | A     | Barriga                                                       |        |
| 2019                                                            | B     | Cometas do Bispo                                              |        |
| 2020                                                            | A     | Acadêmicos do Vidigal                                         |        |
| 2020                                                            | B     | Raízes da Tijuca                                              |        |
| 2020                                                            | C     | Independente de Nova América                                  |        |
| Não foi realizado desfile em 2021 devido a Pandemia de COVID-19 |       |                                                               |        |
| 2022                                                            | 1     | Bloco do Barriga                                              | [ 46 ] |
| 2022                                                            | 2     | Vai Barrar? Nunca!                                            | [ 47 ] |
| 2023                                                            | 1     | Unidos do Alto da Boa Vista                                   |        |
| 2023                                                            | 2     | Independente de Nova América                                  |        |
| 2024                                                            | 1     | Vai Barrar? Nunca!                                            |        |
| 2024                                                            | 2     | Renascer de Vaz Lobo                                          |        |
| 2025                                                            | 1     | Renascer de Vaz Lobo                                          |        |
| 2025                                                            | 2     | Birita, Mas Não Cai!                                          |        |

## Observações
- De 2001 em diante voltaram a ficar somente os grupos 1, 2 e 3.
- A partir de 2011 os blocos subiram para escolas de samba, sem serem avaliados. como nos anos anteriores.
- Em 2012, voltou a ter o quarto grupo dos blocos de enredo.
- A partir de 2015, não houve mais a subida dos blocos pra escolas de samba. voltando a serem avaliados.